# 証券コード
証券コード（しょうけんコード）は、日本の証券取引所に上場する企業に対し証券コード協議会が付与するアラビア数字で構成（2023年までに上場承認の場合）される識別番号。銘柄コード、新証券コード、ISINコード、証券会社等標準コードなどがある。一般的に、証券コードとは銘柄コード（4桁）のことを指す。なお、証券コードは株式会社東京証券取引所の登録商標である。
海外の証券取引場で使用される、証券に与えられたコードのことを証券コードと称することもある。日本の証券コードのように数字のものの他、ニューヨーク証券取引所やNASDAQ等、ローマ字で構成されたティッカーシンボルもある。

## 対象
- 上場株式
- 公募債券
- その他の上場証券
- 証券保管振替機構が扱うペーパーレスCP、銀行等引受地方債および投資信託（ISINコード）

※上記の付番対象以外の商品についても、証券コードの付番権限は証券コード協議会事務局が有している。

## 銘柄コード
銘柄コードは株式銘柄に個別に付けられている、4桁の数字コード。次のように、それぞれの番号帯によって、ある程度業種が割り振られている。しかし2000年以降はコード番号が不足してきたこともあり、新規上場する株については、業種に関係なく、2000番台〜4000番台などに割り振られることが増加している。
銘柄コードは清算業務を機械化する目的で1953年9月から開始。当初は各市場が独自に付番を行っていたが、1960年10月までに統一された。また、業種と銘柄コードの紐付けも行っていたため、一部の企業でコード番号が変更になる事態も起きたが、この紐付けも1993年7月に廃止された。
| コード             | 業種                             |
| ------------------ | -------------------------------- |
| 1300番台           | 水産・農業                       |
| 1500番台           | 鉱業                             |
| 1600番台           | 鉱業（石油/ガス開発）            |
| 1700番台〜1900番台 | 建設                             |
| 2000番台           | 食品                             |
| 3000番台           | 繊維・紙                         |
| 4000番台           | 化学・薬品                       |
| 5000番台           | 資源・素材                       |
| 6000番台           | 機械・電機                       |
| 7000番台           | 自動車・輸送機                   |
| 8000番台           | 金融・商業・不動産               |
| 9000番台           | 運輸・通信・電気・ガス・サービス |

### 英文字入り銘柄コード
証券コード協議会では、2024年1月4日以降に新規上場の承認を受けた株式についてはコードにローマ字（大文字のみ、「B/E/I/O/Q/V/Z」を除く19文字）を組み込む方針を明らかにしており、システム設計者等に注意を呼びかけている。東京証券取引所における英文字組入れがなされた銘柄コードの株式の銘柄順位は新規上場会社情報の会社概要の項を参照。
2024年2月8日に上場のVeritas In Silicoの証券コードは「130A」となり、証券コードに英字が採用された初事例となる。2023年12月29日以前に上場を中止し、かつ2024年1月4日以降に新規上場の承認を受けた株式は、2023年12月29日以前に割り振られた4桁の数字コードの銘柄コードは無効となり、英文字組入れがなされた銘柄コードが新規に割り振られる。具体例として、2023年に東証グロースへの上場を予定していたトライアルホールディングスには「5882」のコードが振られていたものの上場が延期となり、翌2024年に上場した際には「141A」のコードが割り当てられた。
なお、2024年1月4日以降に新規上場の承認を受けた株式であっても、過去に債券などを公募していた場合は公募時に使用していた4桁の数字コードがそのまま使用される。実例として、2024年10月に上場した東京地下鉄（東京メトロ）はかつて社債を公募した際に「9023」のコードが既に割り当てられていたため、株式についても同じコード番号を使用している。
また、何らかの事情で上場廃止となり、後に再上場となった場合は原則として、同じコード番号が割り当てられる。そのため、コード番号が4桁数字の企業が一旦上場廃止となり、再度上場する場合は原則として、英文字入りのコード番号ではなく、上場廃止前に使用していた同じ4桁数字のコード番号が割り当てられることになる。
2023年12月29日以前に新規上場を取り消し、2024年1月4日以降に新規上場の承認を受けた企業の証券コードは以下の通り。
| 社名                       | 当初付与された証券コード | 現在付与されている証券コード | 備考                                                                           |
| -------------------------- | ------------------------ | ---------------------------- | ------------------------------------------------------------------------------ |
| インターメスティック       | 3084                     | 262A                         | 2007年10月にヘラクレスの新規上場取り消し 2024年10月に東証プライム上場          |
| Chordia Therapeutics       | 4895                     | 190A                         | 2023年8月に東証グロースの新規上場取り消し 2024年6月に東証グロース上場          |
| インフォメティス           | 5030                     | 281A                         | 2022年4月に東証グロースの新規上場取り消し 2024年12月に東証グロース上場         |
| エージェンテック           | 5593                     | 174A                         | 2023年11月にTOKYO PRO Marketの新規上場取り消し 2024年4月にTOKYO PRO Market上場 |
| トライアルホールディングス | 5882                     | 141A                         | 2023年4月に東証グロースの新規上場取り消し 2024年4月に東証グロース上場          |
| キオクシアホールディングス | 6600                     | 285A                         | 2020年9月に東証一部の新規上場取り消し 2024年12月に東証プライム上場             |
| エネルギーパワー           | 7696                     | 144A                         | 2021年3月にTOKYO PRO Marketの新規上場取り消し 2024年3月にTOKYO PRO Market上場  |

### 表記
経済ニュースにおいて表記する際は、慣用的に山括弧で括られる（例：任天堂 <7974>）。

## 新証券コード
- 基本構成は、主に、発行体属性コード（1桁）+発行体固有名コード（5桁）+証券種類コード（3桁）の9桁となる。
- 新証券コードの先頭に国名コード（2桁）、最後尾にチェックデジット（1桁）を加えることで、内国株式の場合は、ISINコードとなる。

## 日本以外のコード

### 国際規格
- ISINコード

### 他国
- 数値
  - 米国：CUSIP
  - 英国：SEDOL
  - スイス：VALOR
- ティッカーシンボル

### コード検索
- 東京証券取引所：上場銘柄
- 名古屋証券取引所：上場銘柄
- 福岡証券取引所：上場銘柄
- 札幌証券取引所：上場銘柄
- 証券保管振替機構：一般債